# Акутни стресни поремећај
Акутни стресни поремећај (АСП, такође познат као акутна стресна реакција, психолошки шок, ментални шок или једноставно шок) је психолошки одговор на застрашујуће, трауматично или изненађујуће искуство. Може да изазове одложене реакције на стрес (познатије као посттрауматски стресни поремећај или ПТСП) ако се не реши правилно. Акутни стрес се може појавити у реакцијама које укључују, али нису ограничене на: интрузивне или дисоцијативне симптоме и симптоме реактивности као што су избегавање или узбуђење. Реакције се могу манифестовати данима или недељама након трауматског догађаја.

## Дијагностички критеријуми
Према DSM-5, акутни стресни поремећај захтева стање угрожености услед стварне могућности смрти или претње о смрти, озбиљној повреди или сексуалном насиљу. Ово се може остварити кроз неколико начина:
- тако што ће особа догађај директно доживети
- присуствовати таквом догађају
- сазнати да се то догодило блиској породици или пријатељу
- или доживети поновљено излагање на аверзивне детаље трауматског догађаја.[1]

Поред иницијалног излагања, појединци могу имати и низ различитих симптома који спадају у неколико група укључујући интрузију, негативно расположење, дисоцијацију, избегавање узнемирујућих сећања и емоционално узбуђење. Симптоми интрузије укључују понављајуће и узнемирујуће снове, флешбекове или сећања у вези са трауматским догађајем и повезаним соматским симптомима.

### Симптоми
Негативно расположење се односи на неспособност особе да доживи позитивне емоције као што су срећа или задовољство. Дисоцијативни симптоми укључују осећај утрнулости или одвојености од емоционалних реакција, осећај физичке одвојености, смањену свест о свом окружењу, перцепцију да је нечија околина нестварна или налик на снове, и немогућност да се присете критичних аспеката трауматског догађаја (дисоцијативна амнезија). Симптоми емоционалног узбуђења укључују поремећај сна, хипербудност, потешкоће са концентрацијом, чешћи одговор на препад и раздражљивост. Презентација симптома мора трајати најмање три узастопна дана након излагања трауматском догађају да би се класификовала као акутни стресни поремећај. Ако симптоми трају и после месец дана, треба проценити дијагнозу ПТСП-а. Презентирајући симптоми такође морају узроковати значајно оштећење у више домена нечијег живота да би се поремећај могао дијагностификовати.
Додатне дијагнозе које се могу развити из акутног стресног поремећаја укључују депресију, анксиозност, поремећаје расположења и проблеме са злоупотребом супстанци. Нелечени акутни стресни поремећај такође може довести до развоја посттрауматског стресног поремећаја.

#### Културно специфични симптоми
Профил симптома акутног стресног поремећаја може да варира међукултурално, посебно у погледу дисоцијативних симптома, ноћних мора, избегавања и соматских симптома (нпр. вртоглавица, кратак дах, осећај топлоте). Културолошки синдроми и идиоми дистреса обликују локалне профиле симптома акутног стресног поремећаја. Неке културне групе могу показати варијанте дисоцијативних одговора, као што су поседовање или понашања налик трансу у првом месецу након излагања трауми. Симптоми панике могу бити изражени у акутном стресном поремећају међу Камбоџанима због повезаности трауматског излагања са паничним кјал нападима (енгл. Khyâl cap), а напад нерава (шп. ataque de nervios) међу Латиноамериканцима такође може пратити изложеност трауми.

## Диференцијална дијагноза
Акутни стресни поремећај треба разликовати од паничног поремећаја, дисоцијативних поремећаја, пост-трауматског поремећаја личности, опсесивно-компулзивног поремећаја, психотичних поремећаја и трауматичне повреде мозга.

## Епидемиологија
Преваленција акутног стресног поремећаја у недавно изложеним популацијама (тј. у року од 1 месеца од излагања трауми) варира у зависности од природе догађаја и контекст у коме се процењује. И у популацији САД и ван САД, акутни стресни поремећај има тенденцију да се идентификује у мање од 20% случајева након трауматских догађаја који не укључују међуљудски напад; 13%–21% саобраћајних несрећа, 14% лаких трауматских повреде мозга, 19% напада, 10% тешких опекотина и 6%–12% индустријских несрећа. Веће стопе (тј. 20%–50%) пријављују се након интерперсоналних трауматских догађаја, укључујући напад, силовање и присуствовање масовној пуцњави.
Акутни стресни поремећај је чешћи међу женама него међу мушкарцима. Полно повезане неуробиолошке разлике у одговору на стрес могу допринети повећаном ризику код жена акутни стресни поремећај. Повећан ризик од поремећаја код жена може се приписати да постоји већа вероватноћа изложености трауматским догађајима са високим условним ризиком за акутни стресни поремећај, као што је силовање и друго међуљудско насиље.

## Развој и ток
Постоји неколико теоријских перспектива о одговору на трауму, укључујући когнитивне, биолошке и психобиолошке. Иако су специфичне за ПТСП, ове теорије су и даље корисне у разумевању акутног стресног поремећаја, пошто ова два поремећаја деле многе симптоме. Недавно истраживање је показало да чак и један стресни догађај може имати дугорочне последице на когнитивне функције. Овај резултат доводи у питање традиционалну разлику између ефеката акутног и хроничног стреса.

## Фактори ризика
Фактори ризика за развој акутног стресног поремећаја укључују претходно постојећу дијагнозу мeнталног поремећаја, избегавање механизама суочавања и прецењивање догађаја. Додатни фактори такође укључују претходну трауматску историју и повећану емоционалну реактивност.

## Види више
- Посттрауматски стресни поремећај
- Комплексни посттрауматски стресни поремећај